# دو زن (فیلم ۲۰۱۴)
دو زن (روسی: Две Женщины) یک فیلم درام روسی به کارگردانی ویرا گلاگولیوا است که بر اساس نمایش‌نامه یک ماه در کشور اثر ایوان تورگنیف در سال ۲۰۱۴ ساخته شده‌است.